# Ixora fragrans
Ixora fragrans là một loài thực vật có hoa trong họ Thiến thảo. Loài này được (Hook. & Arn.) A.Gray mô tả khoa học đầu tiên năm 1860.